# Vincent Riotta
Vincent Riotta (* 1959 in Großbritannien) ist ein britischer Schauspieler.

## Leben
Vincent Riotta wurde als Sohn italienischer Immigranten in Großbritannien geboren und wuchs dort auf. Er studierte an der Royal Academy of Dramatic Art in London. Er war in England und in den Vereinigten Staaten in zahlreichen Theaterproduktionen zu sehen.  Am Young Vic Theatre in London spielte er den Romeo in William Shakespeares Romeo und Julia, in Maß für Maß und in dem Theaterstück Flashpoint von Tom Kempinski. Am National Theatre spielte er in Salome von Oscar Wilde. Am Leicester Haymarket Theatre übernahm er die Rolle des Stanley Kowalski in Endstation Sehnsucht von Tennessee Williams. Außerdem trat er dort in Alle meine Söhne von Arthur Miller auf. Er spielte in dem Theaterstück The Corsican Brothers von Dion Boucicault am Abbey Theatre in Dublin. 2008 übernahm er am Finborough Theatre in London die Rolle des Tom MacFarlane in der Uraufführung des Theaterstücks Enduring Freedom von Anders Lustgarten. Außerdem spielte er in den USA die Titelrolle in Fridays at Seven am Court Theatre in West Hollywood.
Riottas Filmkarriere begann 1984 mit einer kleineren Rolle in dem TV-Film Johannes Paul II. – Sein Weg nach Rom über das Leben von Johannes Paul II. unter der Regie von Herbert Wise. 1985 wirkte er als Märtyrer Stephanus in der TV-Miniserie A.D. – Anno Domini mit. Es folgten zahlreiche internationale Produktionen. 1995 spielte er die Rolle von Al Capone in dem Kurzfilm A Little Worm und gewann die Auszeichnung als „Bester Schauspieler“ beim Independent Film Festival in Barcelona. 2001 spielte er in dem Filmdrama Gefangen in eisigen Tiefen von James Keach. 2001 hatte er einen Cameo-Auftritt in der Literaturverfilmung Corellis Mandoline. 2002 übernahm er die Titelrolle des Rico Morales in dem Filmdrama Bella Bettien. Besondere Bekanntheit erlangte Riotta 2003 in seiner Rolle als verheirateter italienischer Immobilienmakler Martini in dem Liebesfilm Unter der Sonne der Toskana von Audrey Wells, in den sich die weibliche Hauptrolle des Films, gespielt von Diane Lane, bei ihrem Italienbesuch verliebt. 2004 wirkte er in zwei italienischen Produktionen mit, als Kriegsberichterstatter Lorenzo Anselmi in dem Kriegsdrama Nema problema und als Jacques in Nel mio amore, einer Verfilmung nach dem Roman von Susanna Tamaro. 
Außerdem war er in dem Actionfilm The Belly of the Beast (2003), in dem Actionthriller Unstoppable (2004), in dem italienischen Fernsehfilm Padre Speranza – Mit Gottes Segen (2004) von Ruggero Deodato, in dem Krimi Revolver (2005) von Guy Ritchie  und in dem Actionfilm Shadow Man – Kurier des Todes (2006). 2008 spielte er in der deutsch-italienischen TV-Koproduktion Augustinus, einer Filmbiografie über den Kirchenlehrer Augustinus, die im April 2010 als Zweiteiler in der ARD gezeigt wurde, die Rolle des Macrobio von Thanaste.
Riotta spielte auch in einigen britischen und amerikanischen Fernsehserien mit, unter anderem in Coronation Street, Babylon 5, JAG – Im Auftrag der Ehre, Monk und Alias – Die Agentin.   
Riotta trat zu Beginn seiner Karriere häufig unter dem Namen Vincenzo Ricotta, später auch als Vince Ricotta oder Vincent Ricotta auf.

## Filmografie (Auswahl)
- 1984: Johannes Paul II. – Sein Weg nach Rom (Pope John Paul II)
- 1985: A.D. – Anno Domini (A.D.)
- 1990: Coronation Street (Fernsehserie, 4 Folgen)
- 1990–2005: The Bill (Fernsehserie, 4 Folgen)
- 1993: Agatha Christie’s Poirot (Fernsehserie, 1 Folge)
- 1995: A Little Worm
- 1995: Die Bibel – Moses
- 1998: Babylon 5 (Fernsehserie, 1 Folge)
- 2001: Gefangen in eisigen Tiefen (Submerged, Fernsehfilm)
- 2001: Corellis Mandoline (Captain Corelli’s Mandolin)
- 2002: Bella Bettien
- 2003: Unter der Sonne der Toskana (Under the Tuscan Sun)
- 2003: The Belly of the Beast
- 2004: Unstoppable
- 2004: Padre Speranza – Mit Gottes Segen (Padre Speranza)
- 2004: Nema problema
- 2004: Nel mio amore
- 2005: Revolver
- 2006: Shadow Man – Kurier des Todes (Shadow Man)
- 2006: Hannibal – Der Albtraum Roms (Hannibal, Fernsehfilm)
- 2007: Il Capo dei Capi (Fernsehserie, 5 Folgen)
- 2010: Augustinus
- 2011: Hustle – Unehrlich währt am längsten (Hustle, Fernsehserie, 1 Folge)
- 2012: The Hour (Fernsehserie, 6 Folgen)
- 2013: New Tricks – Die Krimispezialisten (New Tricks; Fernsehserie, 2 Folgen)
- 2016: Der junge Inspektor Morse (Endeavour, Fernsehserie, 1 Folge)
- 2016: Mr Selfridge (Fernsehserie, 4 Folgen)
- 2017: Eleanor & Colette (55 Steps)
- 2017: Black Butterfly
- 2023: Book Club – Ein neues Kapitel (Book Club: The Next Chapter)
- 2023: Culprits (Fernsehserie, 5 Folgen)